# ESP!!
『ESP!!』（イーエスピー）は宝塚歌劇団の舞台作品。月組公演。形式名は「ショー」。6場。
構成は酒井澄夫、演出は酒井澄夫と木村信司。併演作品は『愛のソナタ』。
月組トップスター・真琴つばさの宝塚退団公演で、檀れいもこの公演を最後に月組トップ娘役を退任し、専科異動となった。

## 解説
※『宝塚歌劇100年史（舞台編）』の宝塚大劇場公演参考。
Especially（日本語で「特別に」を意味する）をキーワードに繰り広げられる超感覚的なファンタスティック・ショー。この公演を最後に、宝塚を退団した真琴つばさのために新たに作られたメモリアル・ステージで、大劇場のみで上演。「Esperanza」（日本語で「希望」）、「Esprit」（日本語で「才能」）、「Espressivo」（日本語で「表情豊かに」）等、各場面に「ESP」の三文字から始まるタイトルが付けられた。

## 公演期間と公演場所
- 2001年5月18日 - 7月2日　宝塚大劇場[1]
- （東京宝塚劇場未公演）

## スタッフ
- 作曲・編曲[1]：西村耕次/鞍富真一/宮原透
- 音楽指揮[1]：御﨑惠
- 振付：羽山紀代美/前田清実/ケンジ中尾/若央りさ
- 装置[1]：関谷敏昭
- 衣装[1]：河底美由紀/有村淳
- 照明[1]：西川佳孝
- 音響[1]：切江勝
- 小道具[1]：伊集院撤也
- 効果[1]：扇野信夫
- 歌唱指導[1]：楊淑美
- 演出助手[1]：鈴木圭/稲葉太地
- 音楽助手[1]：木川田新
- 装置助手[1]：広森守
- 照明補[1]：佐渡孝治
- 小道具補[1]：福原徹
- 舞台進行[1]：濱野文宏
- 舞台美術製作[1]：株式会社宝塚舞台
- 演奏[1]：宝塚歌劇オーケストラ
- 制作[1]：小野真哉

## 特別出演
- 汐風幸[1]

## 主な配役
- 踊る男S、コートの男S、ガイS、ジャズの男S、タンゴの男S、ESPの男S、ビースト、踊る紳士S、パレードの歌手S - 真琴つばさ[1]
- 踊る女S、コートの女S、婦人警官、ESPの女S、少女、踊る淑女S、パレードの歌手女S - 檀れい[1]
- 踊る男1、コートの男A、ガイA、ロックの男S、スパニッシュの男S、タンゴの男A、ESPの男A、踊る紳士A、パレードの歌手A - 紫吹淳[1]
- 踊る男2、コートの男B、スパニッシュの女、ESPの男B、歌う青年、パレードの歌手B - 汐風幸[1]